# Michael Cornelius Zepter

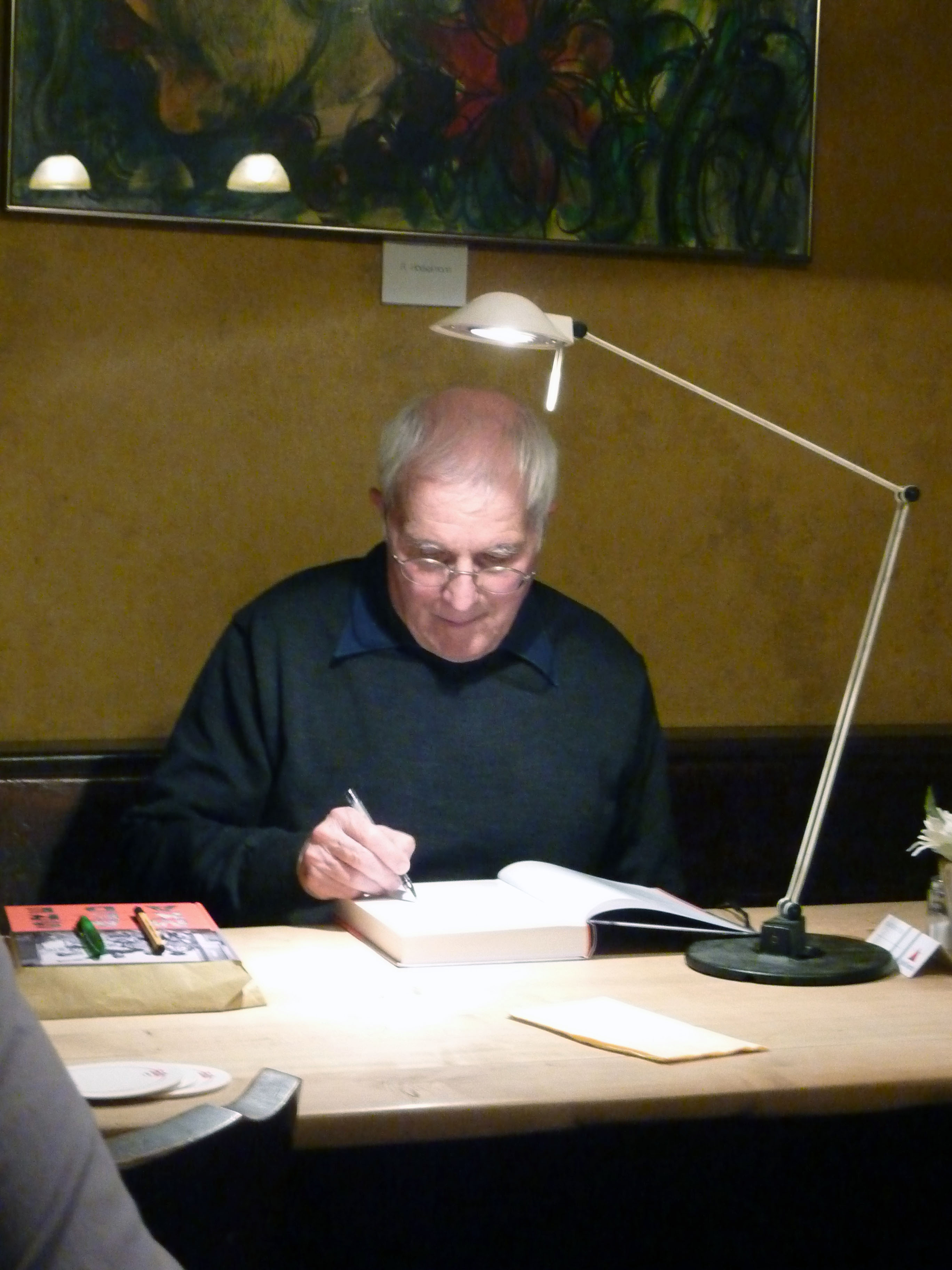
Michael Cornelius Zepter bei einer Lesung 2012 in Köln

Michael Cornelius Zepter (* 1. Oktober 1938 in Köln) ist ein deutscher Künstler und Schriftsteller.

## Leben
Michael Cornelius Zepter ist der älteste Sohn des Kunstmalers Hans Alfred Zepter und dessen Ehefrau Margarete von Vacano. Aufgewachsen ist Zepter in Gollenshausen am Chiemsee. 1950 kehrte er zurück nach Köln und erlangte dort am Dreikönigsgymnasium 1959 das Abitur. Von 1959 bis 1964 studierte er an der Kunstakademie Düsseldorf bei Otto Coester und Joseph Fassbender Zeichnung, Malerei, Grafik und Kunsterziehung. Außerdem studierte er Philosophie an der Universität Düsseldorf (1966–68) und Kunstgeschichte/Kunstwissenschaft bei Hans Holländer (RWTH Aachen, 1973-1976). Beruflich begann Zepter Mitte der 1960er-Jahre als Kunstererzieher am Albertus-Magnus-Gymnasium in Köln.
Zepter war als Sozialarbeiter tätig und als Dozent für Kunsterziehung und Textilgestaltung an der RWTH Aachen und bis 2002 Akademischer Oberrat an der Universität zu Köln. Er arbeitet heute als Künstler, Kunstwissenschaftler und freier Schriftsteller. Zu seinen Forschungsgebieten gehören die Kulturgeschichte der Verkleidung, des Karnevals und der Kunst sowie Künstlerfeste des 20. Jahrhunderts.
1963 heiratete Zepter die Malerin Dagmar Klotz (Künstlername Dascha Verne) (1939–2024). Aus der Ehe stammen zwei Kinder, David Christian Zepter (* 1964) und Alexandra Lavinia Zepter (* 1966), außerplanmäßige Professorin an der Universität zu Köln.

## Ausstellungen (Auswahl)
Einzelausstellungen
- 1965: Galerie NOS, Duisburg (Zeichnungen und Ölbilder)
- 1976: Arthotek, Köln (Zeichnungen)
- 1981: Ludwig Forum für Internationale Kunst, Aachen („OSTVIERTEL“)
- 1984: VHS Essen („Schwarze Landschaften“)
- 2008: BBK Köln („DOPPELSPUR“) – Retrospektive zusammen mit Dascha Verne
- 2018: Galerie & Antiquariat Rolf Hartung, Köln-Kalk („TERRA“ – Neue Aquarelle)

Gruppenausstellungen
- 1970: „Räume“ – Gruppenausstellung KKK 70 (Köln)
- 1973: Galerie Bayer
- 1973: Messe Düsseldorf
- 1978: „Rudolph-Platz - Ort des Geschehens“, Hahnentorburg Köln
- 1981: „6 Kölner Künstler“ Kunstverein Salzburg
- 1982: „Stern-Bilder“ Brühl/Rheinland
- 1982: „Künstler in Aachen heute“ Suermondt-Ludwig-Museum, Aachen
- 1983: „Motto Foto - 13 Künstler, 13 Methoden“ Villa Engelhard, Düsseldorf
- 1984: „Praxis“ Ausstellung von Dozenten und Studenten des Seminars für Bildende Kunst, RWTH Aachen auf Burg Stolberg
- 1988: „Nebelkammer“ BBK Köln

## Werke
- Willi Frommberger, Primitivarchitektur : Ausstellung d. Kunstkreises Xanten im Regionalmuseum Xanten, 21. Oktober – 2. Dezember 1979, Rheinland-Verlag, Köln 1979, ISBN 3-7927-0522-2
- Vom papier collé zur Materialaktion Anmerkungen zur Geschichte der Collage. (Vorwort zum Katalog der Ausstellung Collage, Assemblagen, Objekte in der Hahnentorburg Köln 1981)[4]
- Zeichnen (Aufsatz im Katalog „PRAXIS“ zur Ausstellung des Seminars für Bildende Kunst und ihre Didaktik, RWTH Aachen, Burg Stolberg 1984)[5]
- Mit geblähtem Segel dem Grauen entfliehen. (Katalogvorwort zu einer Blalla-Ausstellung in der Produzentengalerie in Hamburg 1984)[6]
- Im Garten der Pfade, die sich verzweigen – Die Ensembles der Anna Oppermann (Anmerkungen in Anna Oppermann – Pathosgeste)[7]
- Druckexperimente – Beispiele zu einer einfachen Technik; experimentelle Drucktechniken (in Textilgestaltung – Informationen für den Unterricht, Heft 1, Düsseldorf 1989)
- Der gewebte Bildschirm – Textilgestaltung und textile Künste an der Schwelle zum elektronischen Zeitalter (in Textilarbeit + Unterricht, Heft 4, November 1992).
- Wie ein Fremdling gekleidet sein... – Kostüme und Verkleidungen der Kölner Stämme (Petra Hartmann und Stephan Schmitz, Kölner Stämme. Menschen – Mythen – Maskenspiel. Vista Point Verlag Köln 1991).
- Zum Aspekt des Phantastischen in der Kleidung (in Heidi Lerche-Renn (Hg.). Kleid und Menschenbild. Kunst & Therapie, Heft 18, Köln 1992).
- Das karnevalistische Ding an sich. Kölner Künstlerfeste zwischen den Weltkriegen. (in Rheinisches Jahrbuch für Volkskunde. 31. Band – 1995/96. Ferd. Dümmlers Verlag Bonn 1996).
- Paradiesvogel und Lumpenball. Zwei Kölner Künstlerfeste zwischen 1925 und 1939 im Spiegel der Presse. (in Dieter Breuer / Gertrude Cepl-Kaufmann (Hg.) Moderne und Nationalsozialismus im Rheinland. Verlag Ferd. Schöningh, Paderborn, München, Wien, Zürich 1997).
- Malewitschs Kleider (in Waltraud Rusch (Hg.): Der Faden der Ariadne. Festschrift 25 Jahre, Fachverband für Textilunterricht. Schneider Verlag Hochgehren 2000).
- Tünnes, Möhn und Lappenclown. Die Lust der Kölner, sich zu verkleiden (in Petra Hartmann und Stephan Schmitz: em Veedel. Fotografien Kölner Veedelsvereine. Hg. Freunde und Förderer des Kölner Brauchtums e.V. Köln 2000).
- proper, staats, flott (in Petra Hartmann und Stephan Schmitz: Kölle danz! Schmitz & Hartmann: Köln 2009).
- Die Welt ohne Schleier. Kölner Künstler auf Festen der zwanziger Jahre (in Bodo von Dewitz (Hg.): La Bohème. Die Inszenierung des Künstlers in Fotografien des 19. und 20. Jahrhunderts. Katalog Museum Ludwig: Köln 2010).
- Maskerade : Künstlerkarneval und Künstlerfeste in der Moderne, Böhlau-Verlag, Wien, Köln, Weimar 2012, ISBN 978-3-412-20877-6
- Rheinische Künstler zwischen Demokratie und Markt in den 1960er Jahren. In Gertrude Cepl-Kaufmann, Jasmin Grande, Ulrich Rosar, Jürgen Wiener (Hg.): Die Bonner Republik 1945-1963, Die Gründungsphase und die Adenauer-Ära — Geschichte – Forschung – Diskurs. transcript – Verlag, Bielefeld 2018, ISBN 978-3-8376-4218-6.
- „Der Sieg des Clowns“ — Oskar Schlemmers Treppenwitz. In: Andreas Tacke, Ulrike Münch u. a.: Künstlerfeste in Zünften, Akademien, Vereinen und informellen Kreisen. Michael Imhoff Verlag Petersberg 1919, ISBN 978-3-7319-0831-9
- Hans Alfred Zepter – Briefe und Werk. In ANNOrak 8, RAK (Rheinisches Archiv für Künstlernachlässe), Bonn 2024, S. 86–111.